# Yhoan Andzouana
Yhoan Andzouana (Brazzaville, 13 de diciembre de 1996) es un futbolista congoleño que juega en el Konyaspor de la Superliga de Turquía.

## Biografía
Nació en Brazzaville, pero se mudó a Francia a temprana edad. Se formó en las categorías inferiores del AS Monaco FC, hizo su debut en el primer equipo al 26 de abril de 2017 en la semifinales de la Copa de Francia jugando el partido completo en la derrota por 5-0 ante el Paris Saint-Germain FC.
El 31 de julio de 2017 firmó para el Girona F. C., siendo asignado al su filial en Segunda División B.
En septiembre de 2019 el K. S. V. Roeselare hizo oficial su fichaje por una temporada. Una vez esta finalizó, se marchó a Eslovaquia para jugar en el F. C. DAC 1904 Dunajská Streda. En este equipo estuvo cinco años y en julio de 2025 se unió al Konyaspor.